# グロドノ公国
グロドノ公国（ロシア語: Городенское княжество）はルーシの諸公国中の分領公国の一つである。12世紀に成立した。詳細は不明であるが、1240年代にリトアニア大公国の支配下に入り、13世紀中にノヴォグルドク公国、ヴォルコヴィスク公国に分離した。首都はグロドノ（現ベラルーシ・フロドナ）と推測されるが、諸説ある。

## 歴史
グロドノ（ゴロデン、ゴロドカ等とも）の、ルーシの年代記（レートピシ）上の初出は1127年である。このとき、フセヴォロドコという人物がグロドノから軍勢を発し、キエフ大公ムスチスラフ（ムスチスラフ・ヴェリーキー）のポロツク公に対する遠征軍に加わっている。フセヴォロドコは1116年ごろには既にグロドノ公位にあったとみられる。また、1132年にも、グロドノのフセヴォロドコがムスチスラフ・ヴェリーキーと共にリトアニアへ遠征を行ったという記述がみられる。このフセヴォロドコが史料上に言及される最初のグロドノ公である。『イパーチー年代記』によれば、フセヴォロドコは1141年にグロドノで死去した。
フセヴォロドコの死後は、息子のボリス、グレプ、ムスチスラフ(ru)の名が年代記上に上がっており、兄弟でグロドノ公国を統治していたとみられる。グロドノはネマン川、ドニエプル川につながる交易路を掌握できる位置にあり、12世紀後半に繁栄期を迎えた。また、ボリス・グレプ教会(ru)等の建築が行われた。なお政治的には、彼らの統治する12世紀のグロドノ公国は、年代記上の記述からみて、キエフ大公に従属していたとみられる。
しかしこのフセヴォロドコの子ら、ならびにグロドノ公に関しては、1183年を最後にしてルーシの年代記上から記述が途絶える。1241年まで、ユーリー・グレボヴィチというグロドノ公がいたとする説があるが、この説の根拠は不明である。また、グロドノはおそらく1224年にドイツ騎士団の、1241年にモンゴル帝国軍の攻撃を受け、破壊されている。そして1250年、ガーリチ・ヴォルィーニ公ダニールに占領され、その後、13世紀の第四四半期には、グロドノ公国領はリトアニア大公国に接収された。フセヴォロドコの子孫は、しばらくの間リトアニアの封臣としてグロドノ公国領を統治したとする説がある。ただしダニールの子ロマンをノヴォグルドク公と呼び、その妻はヴォルコヴィスク公グレプの娘であるとした史料もある（ノヴォグルドク / 現ナヴァフルダク、ヴォルコヴィスク / 現ヴァウカヴィスクは共にグロドノ公国領の都市）。
グロドノ公国領は、より後世においては黒ルーシと称された。

## 成立に関する所説
初代グロドノ公フセヴォロドコの出自、ならびにグロドノ公国の成立過程については以下のような諸説がある。

### ヴォルィーニ公国からの分離説
初代グロドノ公フセヴォロドコの父については、成立の古いルーシの年代記（レートピシ）には言及がない。17世紀に成立した『グストィニャ年代記(ru)』に、「アガフィヤの夫、チェルニゴフ公フセヴォロド・ダヴィドヴィチ」という記述があり、帝政ロシアの歴史学者ヴァシリー・タティーシチェフ(ru)は、始め、フセヴォロドコをダヴィド・スヴャトスラヴィチの子（フセヴォロド・ダヴィドヴィチ）と同一人物とした。また、この説ではグロドノはチェルニゴフ公国内の都市（現ウクライナ・ホロドニャ(ru)等）とみなされた。しかしタティーシチェフ自身が後にこの説を修正し、フセヴォロドコの父はヴォルィーニ公国を領有したダヴィド・イーゴレヴィチであるとした。
タティーシチェフよりやや後世の歴史学者ニコライ・カラムジン、セルゲイ・ソロヴィヨーフ(ru)もこの説に反を唱えず、ダヴィド・イーゴレヴィチの子とする説が容認されていった。ただし、カラムジンは、ダヴィド・イーゴレヴィチの所領はプリピャチ川以南であり、グロドノ（現フロドナ）を公国の首都とすることには意を唱えた。また、プリピャチ川流域に首都が置かれるならば、ピンスク、トゥーロフ（現トゥーラウ）、ベレスチエ（現ブレスト）等の都市であったはずである（ただし当時はスヴャトポルク・イジャスラヴィチの所領である）と述べている。
一方、ソビエト連邦期のニコライ・ヴォロニン(ru)は、ダヴィド・イーゴレヴィチの子とする説は否認しながらも、グロドノ（フロドナ）を公国の首都とみなしている。

### ドレゴヴィチ族居住地からの成立説
アレクサンドル・ナザレンコ(ru)は、初代グロドノ公フセヴォロドコの父をダヴィド・イーゴレヴィチとする説に対して、地勢的、系譜的観点から反論を述べている。まず、プリピャチ川流域は当時ヴォルィーニ公国領ではなく、ドレゴヴィチ族の勢力圏（ベレスティシチナ(ru)）であったとしている。系譜学的検証からは、アガフィヤ・ウラジミロヴナの夫としては、又従兄弟の関係にあるダヴィド・イーゴレヴィチは、当時の教会法では近親婚とみなされたはずだとしている。
さらにナザレンコは、フセヴォロドコの父は11世紀末から12世紀初頭にかけての時期にベレスティシチナを領有していた人物であるとみなした。具体的にはイジャスラフ・ヤロスラヴィチの子孫（トゥーロフ・イジャスラフ家(ru)）であり、1102年に没したヤロスラフ・ヤロポルチチ(ru)ということになる。

### ポロツク公国からの分離説
12世紀末のノヴゴロド・セヴェルスキー公イーゴリの遠征を元に描かれた『イーゴリ遠征物語』には、ポロツク・イジャスラフ家(ru)（ポロツク公国の公）の所領として、「городеньскии」が言及されている（трубы трубят городеньскии / ゴロデーツの町に　喇叭の音のみ　喧しい）。この「городеньскии」をグロドノとみなす説があるが、ポロツク公国の主要部（現ポラツク）と、グロドノ公国領のノヴォグルドク（現ナヴァフルダク）との間に通過しがたい森が広がっていることや、かつでのスラヴの部族の居住地は、ポロツク側はクリヴィチ族の生活圏であったのに対し、グロドノ周辺はドレゴヴィチ族、ヴォルィニャーネ族の生活圏であったような文化的な隔絶から、ポロツク公国からの分離説は否定的にみられている。なおその場合、上記のгороденьскииはゴロデツ（所在不明）を首都とするゴロデツ公国(ru)ということになる。